# توزوکلی
توزوکلی (به لاتین: Tuzukley) یک منطقهٔ مسکونی در روسیه است که در استان آستراخان واقع شده‌است.